# América Paraná Sport Club
 (juin 2020).
Si vous disposez d'ouvrages ou d'articles de référence ou si vous connaissez des sites web de qualité traitant du thème abordé ici, merci de compléter l'article en donnant les références utiles à sa vérifiabilité et en les liant à la section « Notes et références ».
Maillots
Le América Paraná Sport Club, plus couramment abrégé en América-Paraná, est un ancien club brésilien de football fondé en 1917 et disparu en 1919, et basé à Curitiba, la capitale du Paraná.

## Histoire
Le club est créé avant l'instauration du Championnat du Paraná de 1917 par la fusion de l'América Foot-Ball Club (fondé en 1914) et du Paraná Sport Club (fondé en 1910 par des employés de la Société d'ingénierie sud-brésilienne américaine après leur transfert de Ponta Grossa, à environ 100km au nord-ouest de Curitiba, à la capitale). Cette fusion a alors lieu dans le but de créer un club capable de rivaliser avec les autres équipes de la ville du Coritiba Foot Ball Club et de l'Internacional Futebol Clube.
Le nouveau club rejoint alors l'Associação Sportiva Paranaense et remporte l'édition de 1917 du Campeonato Paranaense (le joueur Gaeta, de l'América-Paraná, termine meilleur buteur de la compétition avec 9 buts), laissant les tenants du titre du Coritiba FC à la seconde place. 
La saison suivante en 1918, le club termine à la 5e place sur six participants.
En février 1919, peu avant le début du nouveau championnat, la fusion est annulée.
L'América FBC participe au championnat d'état jusqu'en 1922 et fusionne peu avant l'édition 1924 avec l'Internacional pour former le Clube Atlético Paranaense. 
Le Paraná SC, quant à lui, rejoint le championnat d'état en 1920 puis disparaît définitivement durant l'édition 1926.

## Palmarès
| Compétitions nationales                          |
| ------------------------------------------------ |
| - Championnat du Paraná (1) : - Champion : 1917. |